# NGC 6615
NGC 6615 este o galaxie lenticulară situată în constelația Ophiuchus. A fost descoperită în 9 iulie 1863 de către Albert Marth. Se află la o distanță de 41,51 de megaparseci de Pământ.